# Brachiaria ciliatissima
Brachiaria ciliatissima là một loài thực vật có hoa trong họ Hòa thảo. Loài này được (Buckley) Chase mô tả khoa học đầu tiên năm 1920.